# Dl. Holmes
Dl. Holmes (titlu original: Mr. Holmes) este un film britanic și american de mister din 2015 regizat de Bill Condon. Rolurile principale au fost interpretate de actorii Ian McKellen,  Laura Linney, Hiroyuki Sanada și Milo Parker. Scenariul este scris de Jeffrey Hatcher și este bazat pe romanul A Slight Trick of the Mind de Mitch Cullin.
Producția principală a filmului a început la 5 iulie 2014 la Londra. Filmul a intrat în competiție la a  65-a ediţie a Festivalului de Film de la Berlin și a avut premiera la 7 februarie 2015.
A fost lansat în cinematografele britanice la 19 iunie 2015 și în Statele Unite la 17 iulie 2015.

## Prezentare
Filmul începe în 1947, cu un Sherlock Holmes de mult timp pensionat, având 93 de ani și trăind la o fermă din Sussex alături de menajera sa, Mrs Munro, și de fiul ei mai tânăr Roger.  

## Distribuție
- Ian McKellen - Mr. Sherlock Holmes[1]
- Laura Linney - Mrs. Munro[2]
- Milo Parker - Roger Munro[4]
- Hiroyuki Sanada - Tamiki Umezaki[3]
- Hattie Morahan[2] - Ann Kelmot
- Patrick Kennedy[4] - Thomas Kelmot
- Roger Allam[4] - Dr. Barrie
- Phil Davis[4] - Inspector Gilbert
- Frances de la Tour - Madame Schirmer[4]
- Colin Starkey - Dr. John Watson
- Nicholas Rowe - "Matinee Sherlock"
- Frances Barber - "Matinee Madame Schirmer"
- John Sessions  - Mycroft Holmes

## Coloană sonoră
1. Mr. Holmes
2. Prickly Ash
3. Holmes in Japan
4. The Glass Armonica
5. Always Leaves a Trace
6. Hiroshima Station
7. Ann’s Plans
8. A and Bee
9. I Never Knew Your Father
10. Now We Can’t Leave
11. Investigating Mr. Holmes
12. Two Such Souls
13. An Incomprehensible Emptiness
14. The Other Side of the Wall
15. The Wasps
16. The Consolation of Fiction
17. Tea Ceremony – Graham De Wilde

## Primire
Mr. Holmes a beneficiat de recenzii pozitive din partea criticilor de film. Pe Rotten Tomatoes,  filmul are un rating de 87%, pe baza a 142 de recenzii, cu un scor mediu de 7.1/10. Părerea generală a criticilor de pe site este că "Mr. Holmes se concentrează asupra unui om din spatele misterelor..." Pe Metacritic filmul are un scor de 67 din 100, pe baza  a 35 de critici, în general cu recenzii favorabile. IGN a acordat filmului un scor de 7.7 din 10, afirmând că acest "film delicat este perfect pentru o după-amiază de duminică."

## Premii
- Golden Space Needle Award - Cel Mai Bun Actor - Ian McKellen - Câștigat
- Audience Award - Cea Mai Bună Prezentare Narativă - Bill Condon - Nominalizare